# Жуков, Николай Иванович
Никола́й Ива́нович Жу́ков (1783, Российская империя — 1847, Российская империя) — российский генерал-майор, участник Отечественной войны 1812 года. Тайный советник. Губернатор Черниговской (1829—1839) и Костромской (1838—1846).

## Биография
Родился в 1783 году. Происходил из дворянского рода Жуковых, помещиков Калужской губернии. Отец его был артиллерии майором.

### Военная служба
Поступил на службу в 1797 году. В 1805 году был награждён орденом Святой Анны 4-й степени, в 1807 году — золотой шпагой с надписью «За храбрость». В 1812—1813 годах участвовал в Отечественной войне и войне шестой коалиции в чине штабс-капитана лейб-гвардии Измайловского полка. 19 декабря 1812 года был награждён орденом Святой Анны 2-й степени с алмазами, в 1813 году — орденом Святого Владимира 4-й степени с бантом. Военные заслуги Жукова были отмечены также Прусским королевством, которое наградило его Кульмским крестом. По окончании войны с Французской империей получил Серебряную медаль в память Отечественной войны 1812 года.
17 февраля 1816 года в чине полковника был назначен командиром Киевского 5-го гренадерского полка. 4 марта 1820 года по прошению был уволен от службы «за ранами» с производством в генерал-майоры и правом ношения мундира.

### Губернатор
После отставки повторно был принят на службу, старшинство в чине генерал-майора было установлено с 8 сентября 1828 года. В этом чине 1 сентября 1829 года был назначен гражданским губернатором Черниговской губернии, став её пятым главой. В 1830 году был переименован в действительные статские советники и награждён орденом Святой Анны 1-й степени. 28 сентября 1832 года был награждён орденом Святого Владимира 3-й степени. 31 декабря 1834 года был пожалован чином тайного советника. Служил на посту черниговского губернатора до 29 января 1839 года.
В 1839 году (официально с 25 декабря 1838 года) был назначен губернатором Костромской губернии, став её девятым главой. С самого начала своего правления старался устроить в Костроме сиротский приют. Денег, пожертвованных благотворителями не хватало, и он начал переписку с главой комитета попечительства детских приютов, которую вёл всё время своего правления. Результат был достигнут лишь при его преемнике. В 1839 году им был открыт дом дворянского собрания в Костроме. При нём в 1845 году была воздвигнута колонна памятника Ивану Сусанину. Подал в отставку 14 февраля 1846 года. Умер в 1847 году. Был похоронен в Тихоновой пустыни рядом со своим тестем Иваном Шепелевым и женой Софьей. 

### Брак
Состоял в браке с Софьей Ивановной Шепелевой, дочерью Ивана Дмитриевича Шепелева (ум. 1812), бригадира и предводителя Калужского дворянства, и Елизаветы Петровны, урождённой Кречетниковой (ум. 1839). Супруга Жукова была внучкой астраханского губернатора генерал-майора Петра Никитича Кречетникова. Имел дочь Веру Николаевну Лаврову и сыновей: Константина, Николая, Ивана, Владимира. Все, за исключением первого, похоронены рядом с отцом в Тихоновой пустыни.